# Artajona
Artajona – gmina w Hiszpanii, w Nawarze, o powierzchni 67,14 km². W 2011 roku gmina liczyła 1731 mieszkańców.